# Der Triumph des Todes (Pieter Bruegel der Ältere)
Der Triumph des Todes ist ein Gemälde des flämischen Malers Pieter Bruegel der Ältere. Es entstand um das Jahr 1562 in Ölfarben auf Holz und ist heute im Museo del Prado in Madrid ausgestellt.

## Beschreibung
Bruegels 117 Zentimeter hohe und 162 Zentimeter breite Darstellung ist eingebettet in ein Landschaftspanorama. Hier zeigt der Künstler in vielen Einzelheiten das Szenario, in dem der Tod über alles Irdische siegt.
Der Himmel ist schwarz vom Qualm brennender Städte. Im Hintergrund ist ein Teil eines Meeres zu sehen, auf dem kein taugliches Schiff mehr schwimmt, nur noch halb versunkene Wracks ragen aus dem ruhigen Wasser. In der trostlosen, düsteren Landschaft, in der nur noch wenige blattlose dürre Bäume stehen, treiben Heerscharen von Skeletten ihr Unwesen. Überall liegen Leichen verstreut. Den wenigen noch Lebenden nähert sich eine Armee von Skeletten, übermächtig schon durch ihre schiere Überzahl. Die Lebenden fliehen oder versuchen, sich zu verteidigen. In einer Vielzahl von unterschiedlichen Einzelszenen werden verschiedene Arten gezeigt, wie die Skelette ihre Opfer töten, etwa durch Köpfen, Hängen, Rädern, Ertränken oder indem sie Tiere auf sie hetzen.
In der oberen linken Ecke läuten Knochenmänner mit einer in einem Baum gehängten Glocke das Ende der Welt ein, andere zerren Bestattete aus ihren Gräbern. Im Vordergrund kutschiert ein Skelett einen mit Totenköpfen beladenen Pferdewagen, dem ein ausgehungertes dürres Pferd mit räudiger Mähne und verletztem, verbundenem Ohr vorgespannt ist. Der knöcherne Kutscher parodiert das menschliche Glück mit seinem Spiel auf der Drehleier, während die Wagenräder einen Mann zermalmen, als wäre dessen Leben unwichtig. Eine Frau mit einer Kreuzhaspel ist vor dem Todeswagen gestürzt, wobei sie mit einer Schere einen dünner Faden in ihrer Hand zerschnitt; eine Interpretation Brueghels der Atropos, dem unabwendbaren Zerschneiden des Lebensfadens. In der Nähe liegt eine weitere Frau mit einem Kleinkind, mit Spindel und Rocken im Weg des Wagens, klassische Symbole für die Zerbrechlichkeit menschlichen Lebens, eine weitere Interpretation Brueghels von Klotho und Lachesis. Hungrig nagt ein hagerer Hund am Gesicht ihres Kindes, das regungslos in der Umarmung seiner toten Mutter liegt. Gleich daneben wird ein Kardinal von einem Knochenmann mit spöttisch getragenem rotem Kardinalshut in sein Schicksal geführt. Ein Gerippe hält einem geharnischten König eine leere Sanduhr als Zeichen vor Augen, dass sein Leben buchstäblich zu Ende geht, während neben ihnen ein weiteres dessen Fässer mit Gold- und Silbermünzen plündert. Die letzten Gedanken des törichten und geizigen Monarchen zwingen ihn immer noch nach seinem nutzlosen und eitlen Reichtum zu greifen, nicht begreifend, dass es an der Zeit ist Buße tun zu. In der Mitte wird einem Pilger von ein Knochenmann die Kehle durchgeschnitten, um dessen Geldbörse zu erbeuten.
Heerscharen von Toten treiben panische Menschen in eine große sargförmige, mit Kreuzen verzierte Falle, auf der ein Gerippe die Kesselpauken schlägt. Auf einem rötlichen, dürren Pferd prescht ein Skelett durch die Menschenmenge und schwingt eine Sense, andere nutzen Speere oder Äxte zum Töten. Die vier auf dem Gemälde abgebildeten dürren Pferde spielen höchstwahrscheinlich auf die vier Apokalyptische Reiter an.
Am hinteren Ufer eines von Leichen übersäten Teichs verrotten Fische, an dessen vorderen Ufer hohlen knöcherne Fischer mit ihrem Netz einen reichen Fang an Menschen ein. Auf der Brücke über dem Teich steht einsam ein Flurkreuz an dem niemand um Trost oder Hilfe ersucht. Rechts auf der Brücke wird ein auf dem Pflaster liegendes Opfer von einem Toten mit seinem Falchion erschlagen. Links schleppen Skelette ihre Opfer hinunter, um sie im Teich zu ertränken, darunter ein Gerippe, das einen Mann mit um den Halst gebundenem Mühlstein über eine Mauer in das Wasser wirft; ein Zitat auf Matthäus 18,6 und Lukas 17,2.

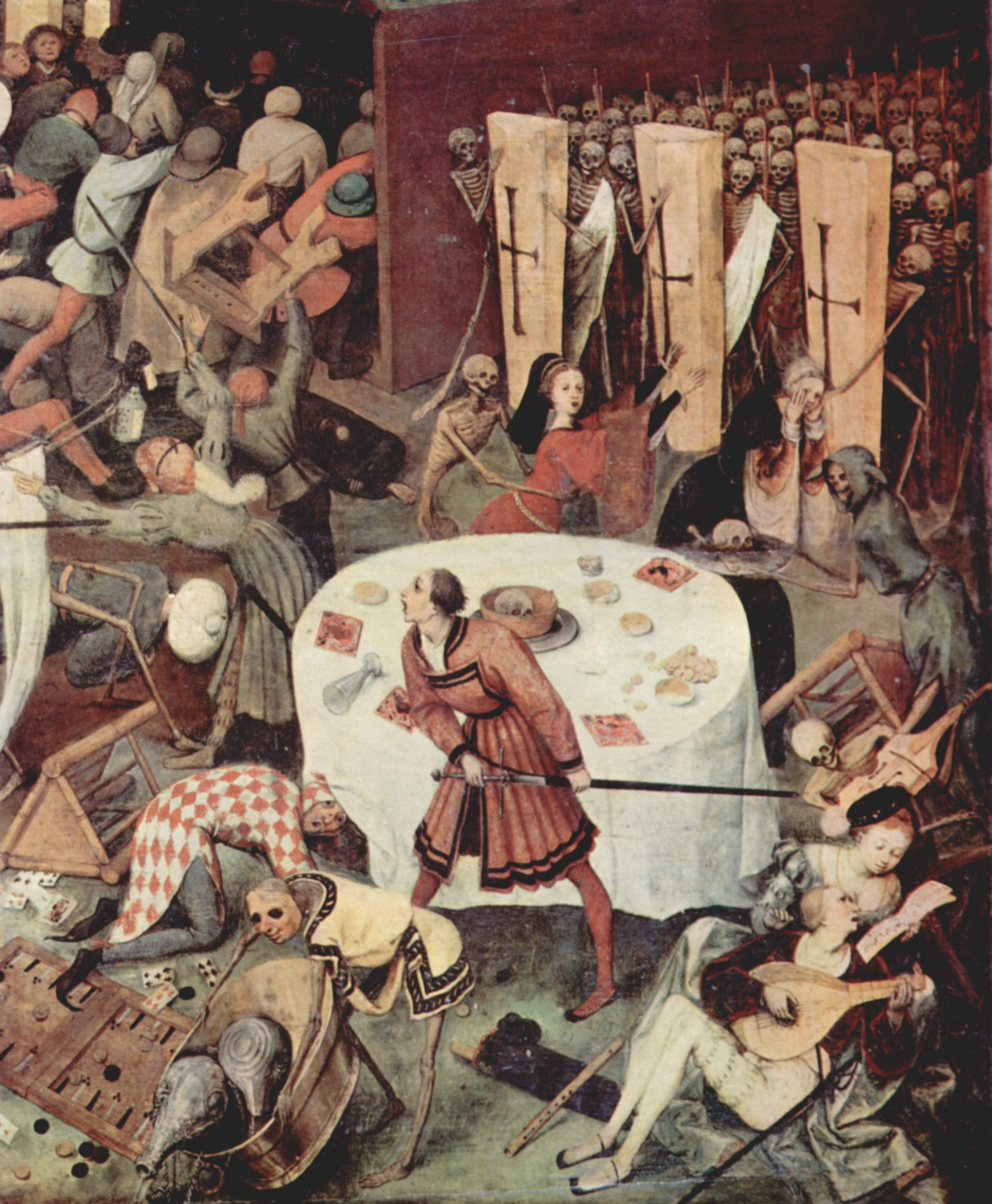
Detail der Szene um das Festmahl

In der rechten unteren Bildecke wurde ein festliches Mahl jäh unterbrochen, mit gezogenen Schwertern versuchen sich die Gäste vergeblich gegen die in Leichentüchern gehüllten Gestalten zu erwehren. Ein Narr flüchtet sich in hoffnungsloser Verzweiflung unter den Tisch. Auf dem Boden liegen umgeworfene Hocker, ein Backgammonbrett, Würfel, Spielsteine und Spielkarten verstreut, während ein maskiertes Gerippe (möglicherweise mit dem abgezogenen Gesicht eines Toten) einen Bottich mit gekühlten Weinkaraffen ausschüttet. Von der abgebrochenen Mahlzeit sind nur noch umgefallene Gläser, ein paar fahle Brötchen und ein menschlicher Schädel in einer Schale auf der Tafel verblieben. Hinter dem Tisch sind zwei entsetzte Frauen. Die linke versucht sich vergeblich gegen die Umarmung eines Skelettes zu erwehren, eine Parodie auf die Verliebtheit nach dem Essen. Die Frau rechts davon ist von der Erkenntnis der Sterblichkeit entsetzt, als ihr von einem Toten im Narrengewand spöttisch einen Zinnteller mit menschlichem Schädel und Langknochen als letzten Gang serviert wird. Neben der Tafel spielt ein Musiker auf einer Laute, während seine Dame dazu singt. Beide bemerken weder den hinter ihnen auf einer Fidel mitspielenden Knochenmann, noch ihren unausweichlich bevorstehenden Untergang.
In der Szene sind Menschen jeglichen Alters und aus allen sozialen Schichten dargestellt, gleich ob Kinder, Frauen, Bauern und Soldaten über Adlige bis hin zun König oder Kardinal, sie alle werden, ohne Ausnahme, vom Tod heimgesucht.
Das Gemälde zeigt Aspekte des Alltagslebens in der Mitte des sechzehnten Jahrhunderts, als die Gefahr der Pest sehr groß war. Die Kleidung ist deutlich dargestellt, ebenso wie Zeitvertreibe wie Kartenspielen und Backgammon. Es zeigt Alltagsgegenstände wie Musikinstrumente, eine frühe mechanische Uhr, Szenen wie eine Trauerfeier und verschiedene Hinrichtungsmethoden, darunter das Brechrad, den Galgen, die Verbrennung auf dem Scheiterhaufen und den Henker, der gerade ein Opfer enthauptet, das gerade Wein und Abendmahl eingenommen hat.

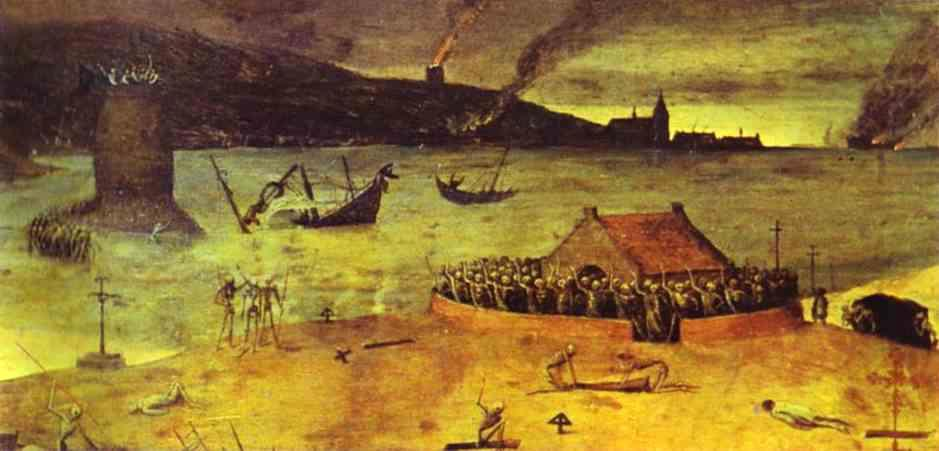
Brände und Schiffswracks im Hintergrund
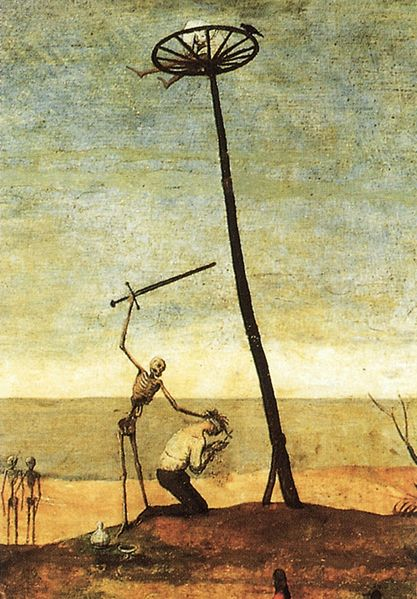
Ein Skelett enthauptet einen Menschen vor einem Geräderten
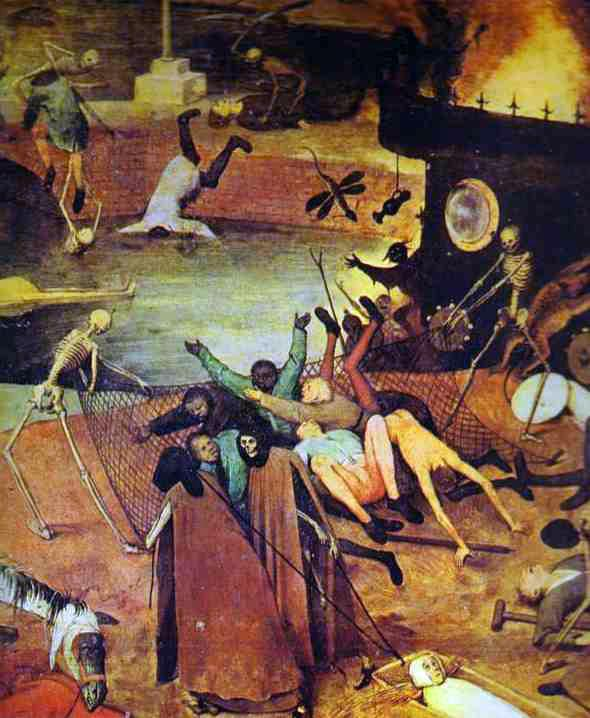
Skelette fangen Menschen mit Netzen
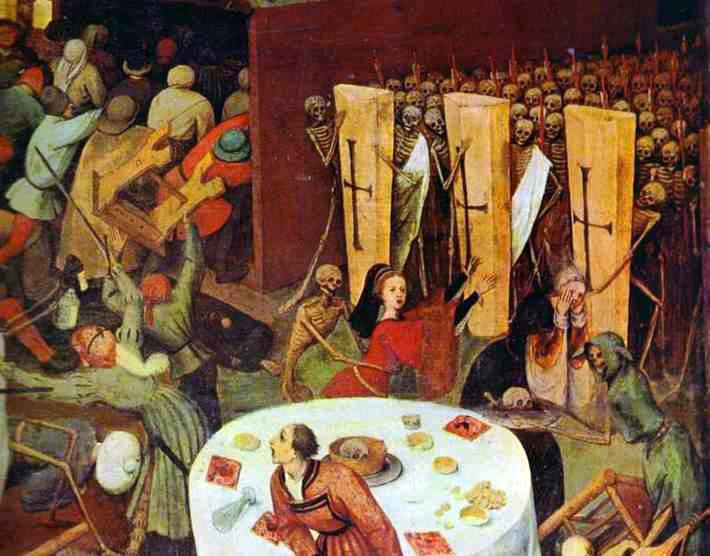
Skelette benutzen Sargdeckel als Schilde

## Geschichte

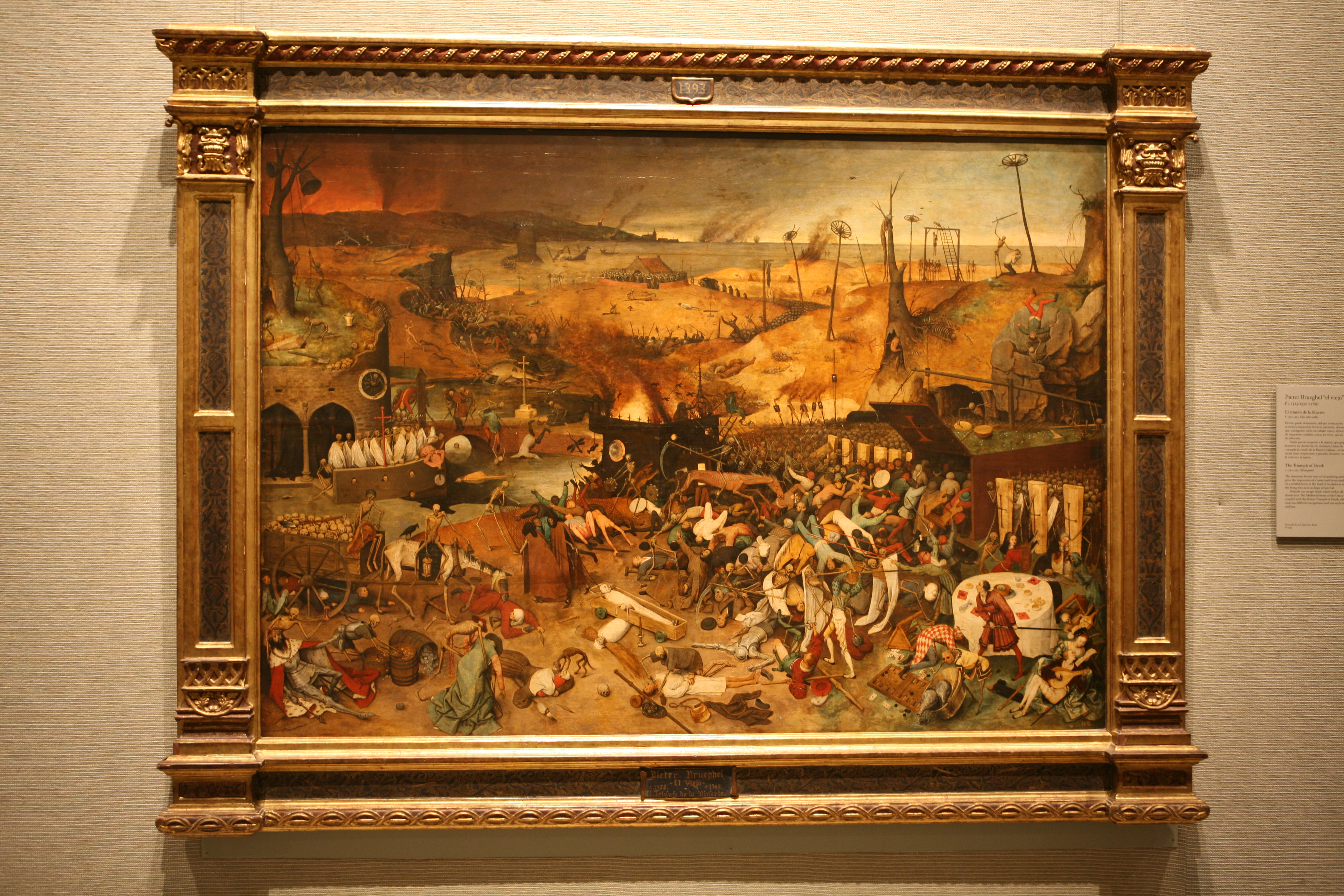
Das Gemälde mit Rahmen im Museo del Prado (Madrid; aufgenommen im Juni 2013)

Das Bild wurde auf einer Tafel aus drei horizontal verleimten Eichenholzplatten mit Ölfarben auf Kreidegrund gemalt. In den 2010er Jahren wurde das inzwischen stark beschädigte Gemälde restauriert und wissenschaftlich untersucht. Dabei wurde festgestellt, dass es zu einem unbekannten Zeitpunkt schon einmal restauriert wurde, wofür es in die drei Teile zerlegt, das Holz auf 6 bis 8 Millimeter Stärke abgehobelt und eine neue Stützkonstruktion auf der Rückseite angebracht wurde. Bei dieser Restaurierung muss es zu einem Unfall gekommen sein, bei der die oberste Platte zerbrach. Sie wurde wieder verleimt, die Fehlstellen und teils auch die Malschicht mit Gips kaschiert und teils mit Lack übermalt. Die neue Stützkonstruktion erwies sich jedoch als zu starr, so dass sie das natürliche Arbeiten der Holztafeln, das Schwinden und Quellen in Folge von Temperatur- und Luftfeuchtigkeitsschwankungen blockierte, was zu neuen Rissen auf der Malschicht führe. Bei der letzten Restaurierung wurde das rückwärtige Stützsystem gegen eines ausgetauscht, das die Bewegungen der Holzplatten wieder ermöglicht. Der auf der Malschicht liegende ockerfarbene Firnis wurde ebenso wie frühere Kaschierungen und Übermalungen bis auf die originale Malschicht entfernt und Fehlstellen originalgetreu ergänzt. Durch die Restaurierung wurde die originale Brillanz der Farben wiederhergestellt und damit der ursprüngliche Detailreichtum und die Bildtiefe hervorgehoben.

## Interpretation
Der Triumph des Todes ist ein Thema der europäischen Kulturgeschichte seit dem Mittelalter, vor allem in der Bildenden Kunst. Dieses Thema verteilt sich in zahlreichen isolierten Einzelszenen über die gesamte Bildfläche: Vom öden, leicht bergigen Vordergrund bis hin zum Meer im Hintergrund kämpfen Menschen gegen den übermächtigen Tod oder werden von ihm geholt, nur der von Flammen erfüllte rollende Höllenofen mit Bullaugen und Mundloch in der Bildmitte ist nicht von Gerippen, sondern von Teufelsfiguren besetzt. Dieser Höllenofen und der ihm vorauseilende Sensenmann sind eine Anspielung auf die Offenbarung des Johannes, in der die Unterwelt dem reitenden Tod folgt.
Die großen Figuren am unteren Bildrand sind Vertreter der Ständegesellschaft: In der linken unteren Ecke liegt ein vollgerüsteter König mit Hermelin und Zepter. Ein Gerippe hält ihm ein Stundenglas vor: Lebens- und Herrschaftszeit sind abgelaufen. Ein zweites Gerippe wühlt inzwischen im Geld und Gold, ein anderes mit Kardinalshut stützt einen niedersinkenden Kardinal, um dessen Fall zu mildern. Schräg dahinter liegt eine tote Mutter: Ein ausgehungerter Hund schnuppert an dem Kind. Ein kniendes Gerippe schneidet einem bis aufs Hemd entkleideten Pilger, der ans Ende seiner Lebensreise gelangt ist, die Kehle durch: selbst ein frommer Lebenswandel schützt nicht vor einem solchen Ende. Um den gedeckten Tisch am rechten Bildrand sind mehrere Szenen angeordnet: Ein Narr kriecht über Spielbrett und Karten unter den Tisch, ein bekleidetes Gerippe mit Menschenmaske schüttet Wein aus, ein Edelmann zieht sein Schwert und ein Gerippe in einer Kutte mit Eselsohren serviert zwei Frauen einen Totenschädel mit Schenkelknochen. Das musizierende Liebespaar in der rechten unteren Ecke ist dagegen ganz auf sich selbst bezogen und lässt sich von dem wüsten Treiben nicht stören, auch nicht von dem Knochenmann, der es bereits begleitet.

## Provenienz
Das Gemälde gehörte der spanischen Königin Elisabetta Farnese und befand sich 1745 im königlichen Palast La Granja. Von dort gelangte es 1827 ins Madrider Museo del Prado.

## Kopien
Der originale Triumph des Todes Pieter Bruegels des Älteren wurde von mehreren Malern aus seiner Familie kopiert und interpretiert. Alle zeigen das gleiche Motiv und die gleiche Bildkomposition. Sie unterscheiden sich jedoch im Malstil und vielen kleinen Details, wie beispielsweise der Kleidermode und -farben an den abgebildeten Protagonisten.

### Jan Brueghel der Ältere
Eine auf 1597 datierte Kopie Jan Brueghels des Älteren in Öl auf Leinwand befindet sich in der Alten Galerie Schloss Eggenberg, Graz (Inv.-Nr.: 58).

### Pieter Brueghel der Jüngere
Aus der Hand Pieter Brueghels des Jüngeren sind zwei Versionen des Bildes überliefert. Beide unterscheiden sich vor allem durch das Fehlen der kopfüber aus dem Sarg heraushängenden Leiche eines Kleinkindes in der unteren Bildmitte. Ebenso sind auf beiden Gemälden nicht ausgeführte Unterzeichnungen erkennbar, zu denen unter anderen die vorgenannten Kinderleichen gehörten.
Ein unsicher auf das Jahr 1608 datiertes Tafelgemälde ist im Bestand des Kunstmuseum Basel (Inv.-Nr. G 1995.29). Die in Öl auf Eichenholz gemalte Tafel misst 123,3 × 166,5 cm und gelangte 1995 als Schenkung von Hans-Rudolf Hagemann an das Museum. Das Bild ist vollständig stark vergilbt, was die ursprüngliche Klarheit und Brillanz der Farben stark dämpft, und was augenscheinlich aus einen alten, vergilbten Firnis resultiert. Die früher oft angegebene, und unter anderen von Klaus Ertz vertretene Datierung von 1628, wird vom Kunstmuseum Basel nicht mehr getragen, das die Datierung jetzt mit „1608 (?)“ angibt.
Eine auf das Jahr 1626 datiertes Ölgemälde, Öl auf Leinwand von ca. 117 × 167 cm, wurde am 27./28. Januar 1999 auf der 27. Auktion von Sotheby’s in New York aus dem Besitz des Mildred Andrews Funds in Cleveland (Ohio) für 2.037.500 US-Dollar an einen nicht genannten Bieter versteigert. Im Gegensatz zu dem Original und allen anderen Kopien ragen hier zwei beschriftete Dokumentenblätter links und rechts am unteren Bildrand in die Szene.
Eine um 1620 datierte Kopie von Jan Brueghel dem Jüngeren ist im Bestand der Fürstliche Sammlungen Liechtenstein Vaduz-Wien (Inv.-Nr.: GE 1134), die Fürst Johann I. von Liechtenstein 1820 von Franz Goldmann aus Wien erwarb. Das Bild ist in Öl auf Leinwand gemalt und misst 119 × 162 cm. Dieses Bild ähnelt stark dem seines Vaters, Jan Brueghel des Älteren, von 1597 aus Schloss Eggenberg.

### Galerie

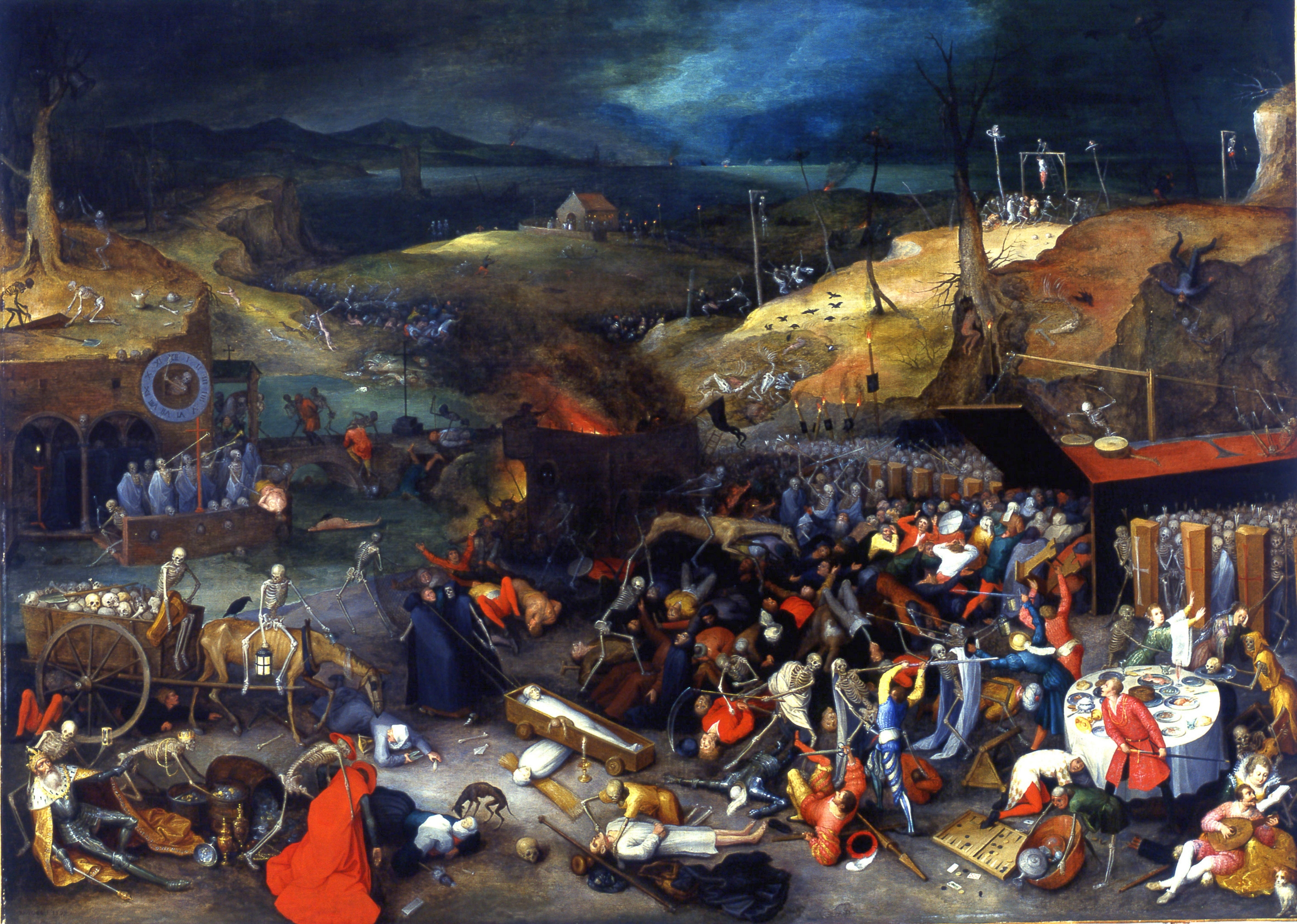
Jan Brueghel der Ältere von 1597, in Schloss Eggenberg
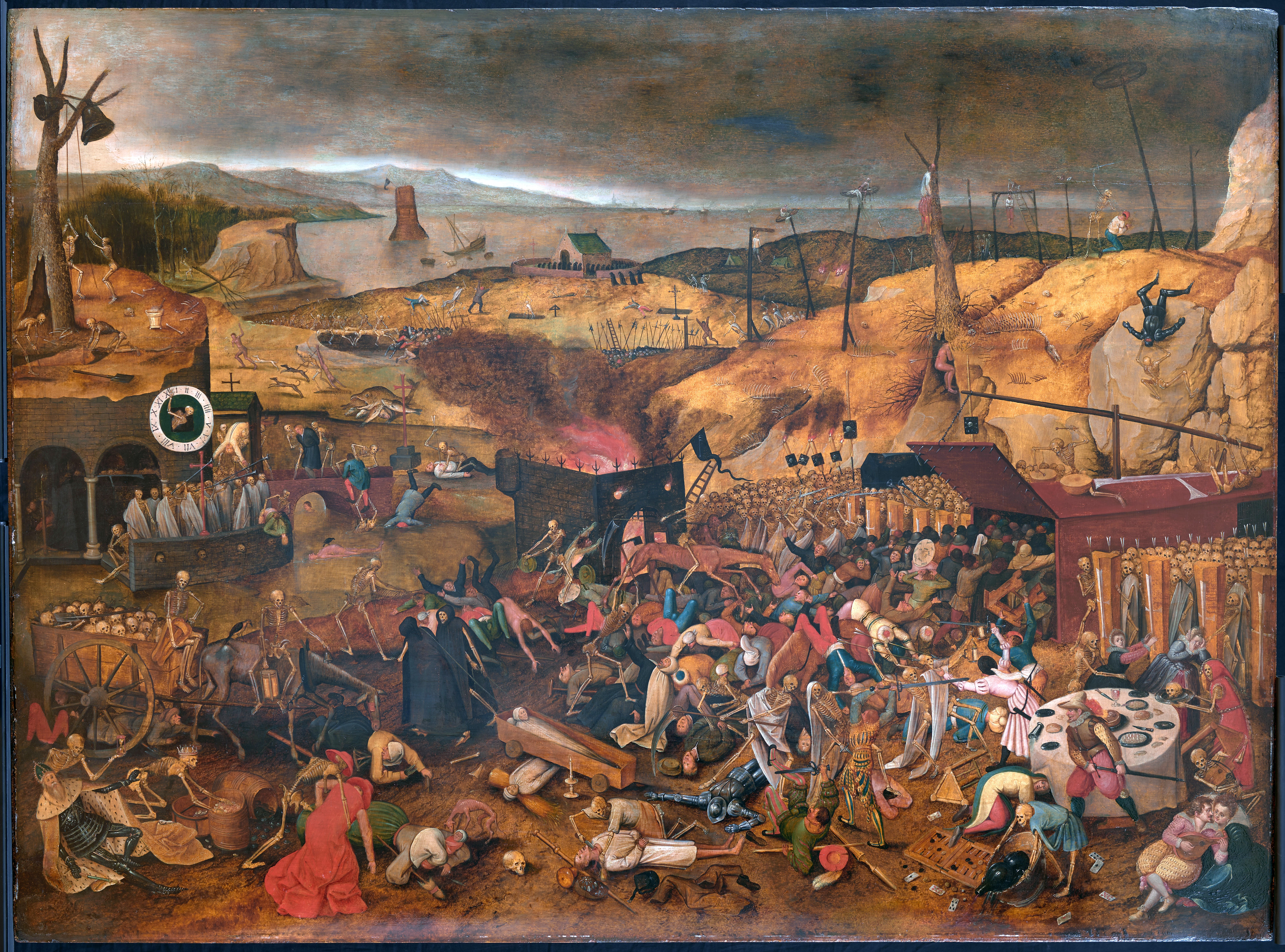
Pieter Brueghel der Jüngere 1608, Kunstmuseum Basel
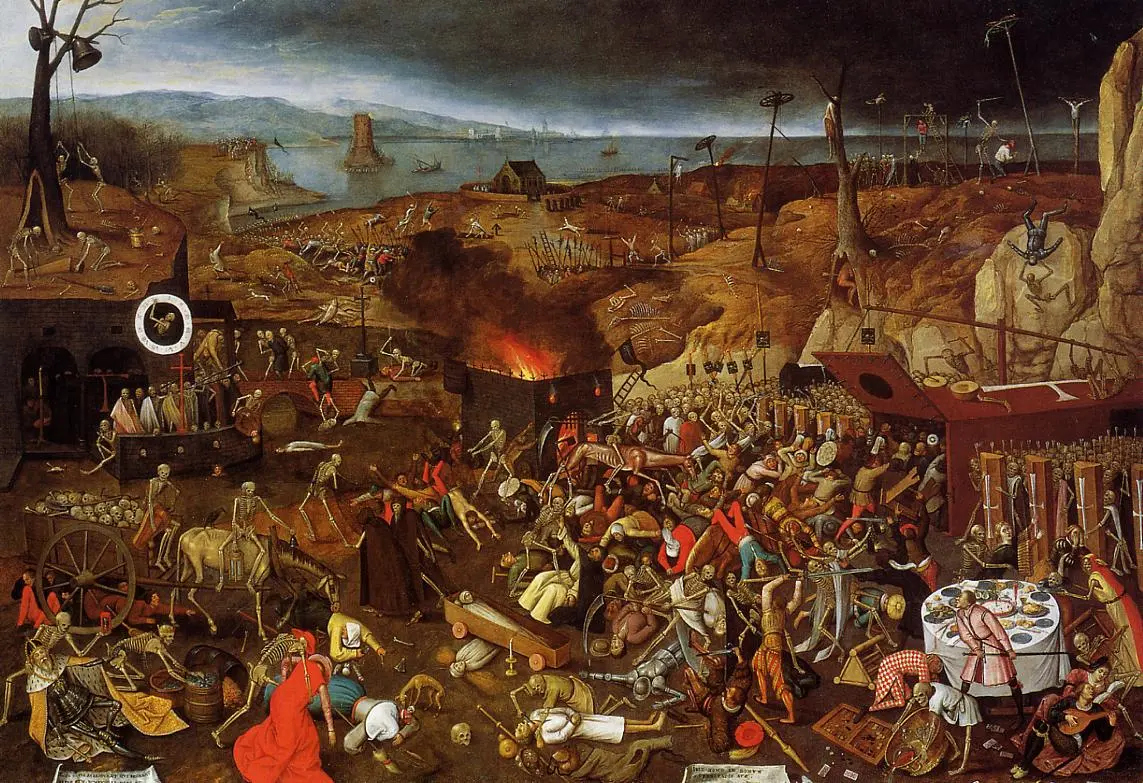
Pieter Brueghel der Jüngere, 1626, in unbekanntem Privatbesitz
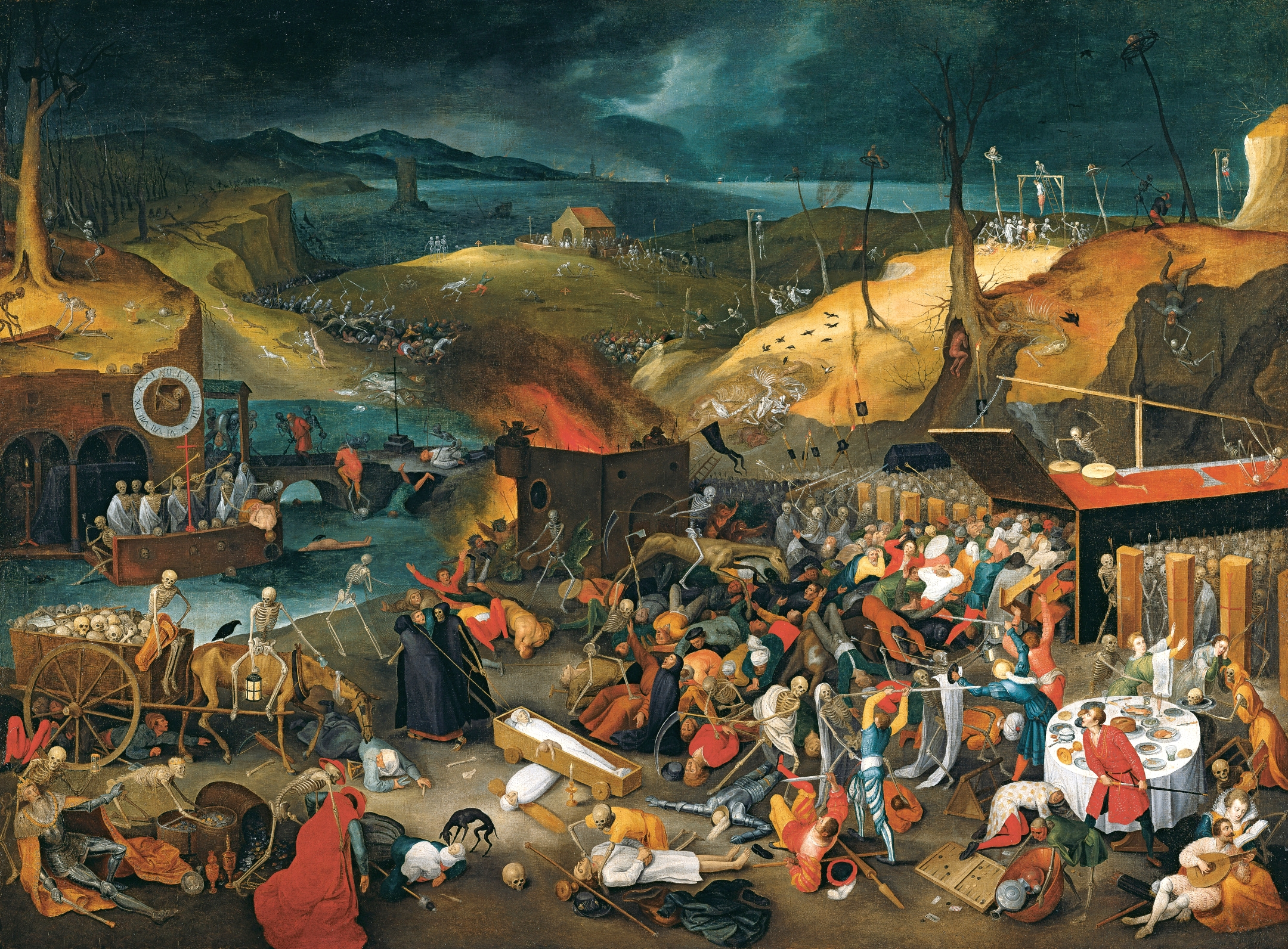
Jan Brueghel der Jüngere, 1620, Fürstliche Sammlungen Liechtenstein

## Rezeption
Die britische Heavy-Metal-Band Black Sabbath veröffentlichte 1977 ein Sammelalbum mit dem Titel Black Sabbath Greatest Hits bei dem das Gemälde als Front- und Rückcover verwendet wurde, und einen Ausschnitt des Gemäldes verwendete die US-amerikanische Death-Metal-Band Dead War für das Cover ihrer 2016 erschienenen CD The Triumph Of Death.
In Anne Rice’ 1976 erschienenem Roman Gespräch mit einem Vampir wird das Motiv als Wandmalerei beschrieben. Im Roman Underworld von Don DeLillo aus dem Jahr 1996, ist der FBI-Direktor J. Edgar Hoover von dem Gemälde völlig fasziniert, nachdem er es auf zerrissenen Seiten des Life-Magazins abgebildet sah. Das Madrider Gemälde spielt eine zentrale Rolle im letzten Roman The Rich Man's House des australischen Schriftstellers Andrew McGahan von 2019.
Der Triumph des Todes erscheint als Hintergrundbild in der Einleitung des zweiten Teils des Monty-Python-Sketches Die Spanische Inquisition. Ausschnitte aus dem Gemälde erscheinen in den ersten Minuten des 2017 erschienen Horrorfilm It Comes at Night von Trey Edward Shults.